# Бенедикович, Михал
Михал Бенедикович (словац. Michal Benedikovič; 31 мая 1923 — 18 апреля 2007) — чехословацкий футболист, игравший на позиции полузащитника.

## Карьера

### Клубная
Начал карьеру игрока ещё до войны, выступая за команду ОАП из Братиславы (выиграл один раз чемпионат Словакии). В первые послевоенные годы дебютировал в составе трнавского «Спартака». В 1948 году изъявил своё желание выступать за братиславский «Слован», который готовился к турне по Мексике, однако руководство «Спартака» отказалось передавать эту просьбу «Словану». Раздосадованный Бенедикович вскоре сам ушёл из клуба и стал игроком «Слована». В составе «Слована» выиграл чемпионат страны в 1951 и 1955 годах.

### В сборной
В сборной сыграл 7 встреч. Числился в заявке на чемпионат мира 1954 года.

## Арест
В 1957 году после встречи с группой словацких эмигрантов Бенедикович был арестован (аресту подверглись также футболисты Виктор Тегельхофф, Павел Бена и Ладислав Штайнер). Всем четверым были предъявлены обвинения в шпионаже в пользу Запада. Обвинение в адрес Бенедиковича отягчалось тем фактом, что тот играл за «фашистскую команду» ОАП времён правления Йозефа Тисо и даже распевал фашистские песни (позднее выяснилось, что следствие приняло народные словацкие песни за гимн словацких фашистов). Михал был приговорён к пяти годам тюрьмы (отбывал наказание в Яхимове), но был освобождён уже через три года. После этого он не возобновлял свою карьеру игрока.

### Статистика
- Профиль на сайте Чешско-Моравского футбольного союза (чешск.)
- Профиль на сайте Weltfussball.de (нем.) (итал.)
- Профиль на сайте National Football Teams (англ.)
- Профиль на сайте Playerhistory.com (англ.)

### Статьи
- Michal Benedikovič – futbalista, ktorého zničila ŠtB (словац.)
- Zomrel statočný futbalista Архивная копия от 4 марта 2016 на Wayback Machine (словац.)